# Елена Раффалович
Елена Раффалович (22 травня 1842 , Одеса, Херсонська губернія  — 29 листопада 1918 , Флоренція ) — італійська педагогиня українського походження, інтелектуалка та феміністка. Засновниця системи дитячих садків на базі фребелівської системи.

## Ранні роки
Елена була третьою дитиною Леоне Раффаловича (Одеса, 1813 — Париж, 17 лютого 1879) — багатого єврейського землевласника та Розетти (Рози) Мондель Левенсон (1807–1895). Незабаром родина переїхала до Парижа. 
Старша сестра Марія Раффалович, одружена зі своїм дядьком Германом, є матір'ю Марка Андре Раффаловича і великою подругою Клода Бернара. Її сестра Марія, яка цікавилася новою на той час філологічною наукою, розповідала молодій Елені про філологічні твори Доменіко Компаретті — молодого дослідника грецької міфології. У 1863 році Елена приїхала в Ліворно разом зі своїм батьком Леоном та особисто зустрілася з Доменіко Компаретті. Під час зустрічі вона закохалася в письменника і через кілька місяців одружилася, сподіваючись розділити з ним інтелектуальне життя університетського міста Пізи, де він мав звання професора стародавніх літератур.

## Педагогічна діяльність
Незабаром, розчарована університетським середовищем, не схильним приймати в свої ряди жіночий інтелект, Елена Раффалович народила доньку Лору (1865–1913). Під час виховання дочки у неї з'явився інтерес до організації дитячого навчання, що зароджувалося в тогочасній Італії. Так Раффалович дізналася про фребелівські методи і почала спілкуватися з баронесою Бертою фон Маренгольц-Бюлов, популяризаторкою фребелівських теорій навчання та діяльності дитячих садків. 
В роки об'єднання Італії заможні жінки знайшли інтелектуальний простір у єдиній діяльності, яка вважала їх «природно» підготовленими: у дитячому вихованні. Їх спільна мета звільнення жіночої робітничої маси від догляду за дітьми під час тривалого робочого дня призвела до відкриття місць збору для дітей навіть дошкільного віку. Теорії Фребеля визнавали потребу дитини в русі та ігровій діяльності дитини. Однак в цей в Італії приділялося недостатньо уваги католицькій релігійній освіті. У 1872 році Елена Раффалович остаточно покинула чоловіка, щоб навчатися на курсах і відвідувати школи Фребеля, що діяли на той час у Німеччині.
Також у 1872 році Елена Раффалович пише і вирішує підтримати діяльність Адольфо Піка, який заснував у Венеції дитячі садки, що працювали за принципами Фребеля, але працює над відкриттям школи для підготовки італійських майстрів-садівників, здатних поширити цей метод в Італії. Раффалович заявляє, що готова профінансувати Піка для відкриття школи підготовки майстрів-садівників і дитячого садка, що доповнює цей комплекс. Вона звертає увагу на суттєві та передові для того часу моменти:
1. до садочка мають брати дітей усіх соціальних станів (стипендії для Піка таємно призначалися сім'ям дітей, які не змогли оплатити навчання).
2. дитячий садочок має бути неконфесійним і світським (діти, які хочуть читати катехизис, можуть це робити, але за межами школи).

Раффалович у листуванні з Адольфо Піком посилалася на свою віру в те, що саме завдяки звичайним жінкам з народу нове зможе просунутися, оскільки вона переконана, що вони, на відміну від буржуазії, не пов'язані з фальшивими упередженими ідеологіями, а схильні до практичної та динамічної потреби в навчанні своїх дітей.

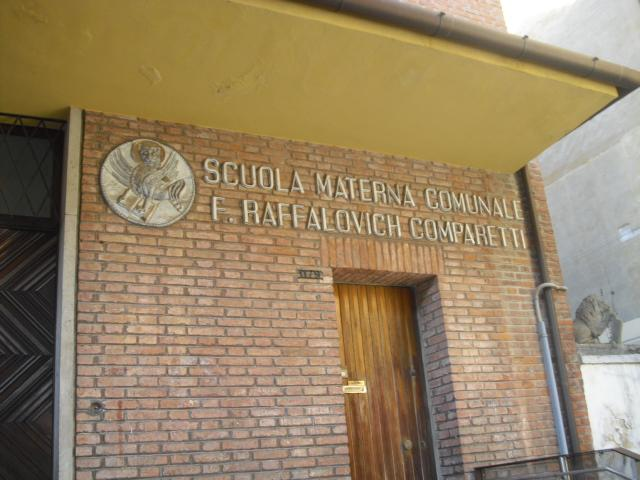
Дитячий садок, заснований Раффалович та Піком, що й досі існує у Венеції

Навіть сьогодні існує заклад освіти у Венеції, заснований завдяки діяльності Адольтфа Піка та Елени Раффалович.
Повернувшись до Флоренції в 1917 році, вона жила в будинку своїх онуків і померла там 29 листопада 1918 року. Елена Раффалович пережила свою дочку Лауру та зятя Луїджі Адріано Мілані (у них народився Альбано, батько дона Лоренцо Мілані)